# آشفتگی ناگهانی یونوسفر
آشفتگی ناگهانی یونوسفر (به انگلیسی: Sudden ionospheric disturbance) هر یک از چندین آشفتگی یونوسفر است که از یونیزاسیون/ چگالی پلاسمای غیرطبیعی در ناحیه D یونوسفر ناشی می‌شود و ناشی از شراره‌های خورشیدی و/یا رویداد ذرات خورشیدی (SPE) است. آشفتگی ناگهانی یونوسفر سبب افزایش ناگهانی در جذب امواج رادیویی می‌شود که در محدوده بالای فرکانس متوسط (MF) و زیر فرکانس بالا (HF) شدیدتر است و در نتیجه اغلب سیستم‌های مخابراتی را قطع یا مختل می‌کند.